# Frédéric Dard
Frédéric Charles Antoine Dard (29. června 1921 Bourgoin-Jallieu – 6. června 2000 Bonnefontaine) byl francouzský autor detektivek. Napsal přes 300 románů, scénářů a divadelních her, jak pod svým jménem, tak pod různými pseudonymy. Jeho nejznámějším hrdinou je detektiv Antoine San-Antonio.